# Lance Fenton
Lance Fenton nació en 1966, es un actor estadounidense.

## Carrera
Lance Fenton comenzó su carrera como actor en 1987 en la serie de televisión The New Gidget. En 1988 actuó en las películas de horror Night of the Demons y  Heathers, junto a Winona Ryder y Christian Slater.

## Filmografía

### Películas
- The Fulfillment of Mary Gray (1989) .... Johnny
- Heathers (1988) .... Kurt Kelly
- Night of the Demons (1988) .... Jay Jansen

### Series de televisión
- The New Gidget .... Mitch (1 episodio: Calendar Boys, 1987)